# Sleipnir

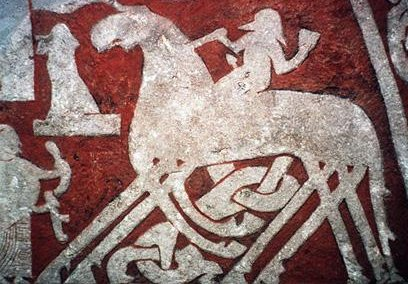
Imagem que acredita-se mostrar Odin entrando em Valhala montando em Sleipnir. Pedra de Tjängvide, Gotlândia, Suécia, século IX

Na mitologia nórdica, Sleipnir ("suave" ou "aquele que plana no ar") é a montaria mágica de Odin. O lendário cavalo cinza de 8 patas era o cavalo mais veloz do mundo, cavalgando em terra, no mar e no ar.
. Ele também é associado com as palavras "esguio" e "escorregadio".

## O nascimento de Sleipnir
Thor, O Matador de Gigantes, estava longe de Asgard matando gigantes no norte, quando um hrimthurs, disfarçado como um humano pedreiro, ofereceu-se para reconstruir a muralha em torno de Asgard em troca do Sol, da Lua, e da deusa Freya. Os deuses aceitaram, acreditando ser um bom negócio, uma vez que parte da muralha já estava caindo aos pedaços. Além disso, o gigante precisaria completar o seu trabalho em apenas seis dias, pois Thor retornaria no final deste prazo e o mataria.
O gigante fez somente uma pergunta: poderia usar o seu cavalo cinza, Svadilfari (traduzindo, "escravo", ou possivelmente "condenado"). Loki rapidamente aceitou o acordo, antes que qualquer outro deus pudesse fazer uma objeção. Usando o cavalo, o gigante começou a construção da muralha, e receberia o Sol, a Lua e Freya. Os deuses, vendo isso, ficaram furiosos com Loki, e disseram que, caso eles perdessem, o torturariam eternamente (o que aconteceu de outra forma). Então, enquanto Svadilfari estava carregando o último tijolo para completar a muralha, Loki transformou-se em uma linda égua branca, e atraiu o cavalo para longe, irritando o gigante, que começou a destruir a muralha com sua fúria. Assim, enquanto destruía a muralha, Thor apareceu e esmagou o gigante com o seu martelo Mjolnir. Loki, mais tarde, deu à luz Sleipnir, a montaria de Odin, que é descendente do cavalo cinza Svadilfari e Loki enquanto era uma linda égua branca.

## As Eddas

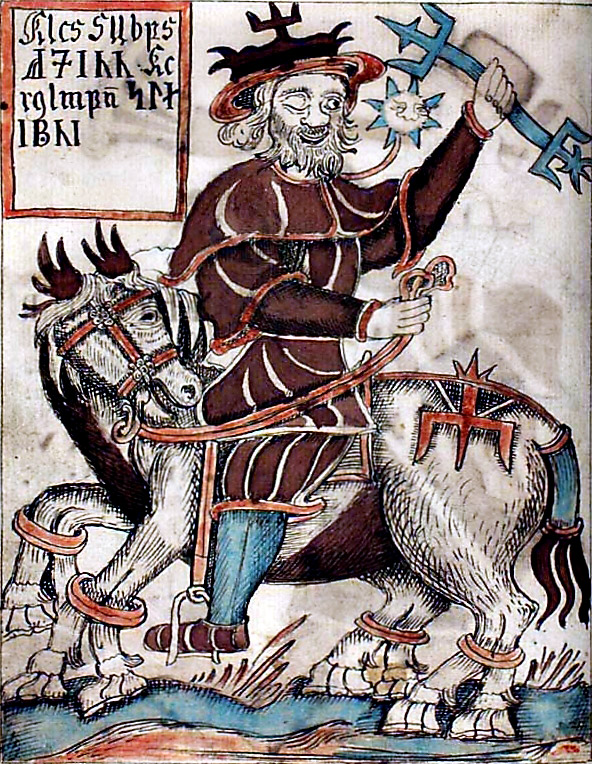
Odin montado em Sleipnir. Imagem encontrada em um manustrico na Islândia no século XVIII

De acordo com a Edda em prosa, Loki retornou à Asgard e deu à luz o cavalo de oito patas para Odin, dizendo a ele que o cavalo era o mais ágil na Terra e levaria Odin sobre o mar, através dos céus e até à terra dos mortos. De acordo com Sigrdrífumál na Edda poética, Sleipnir possuía runas esculpidas em seus dentes.[carece de fontes?] Numa pedra rúnica da Gotlândia, datada do séc.IX, há uma possível representação de Sleipnir.

## Origem e interpretação
Foi sugerido que Sleipnir, por ter oito patas, seria a simbologia de quatro homens carregando um caixão, pois ele podia levar o seu cavaleiro até ao mundo dos mortos. Há também a hipótese de que se refere a um cavalo real que possuía três patas, uma manifestação genética chamada monopodia que, ocasionalmente, ocorre nas patas posteriores ou anteriores de um cavalo. Tal anomalia, geralmente, não representa um risco ao animal. Apesar de rara, ela já foi vista num cavalo que Júlio César montou em diversas batalhas, reforçando esta teoria no mito.

## Outras ideias

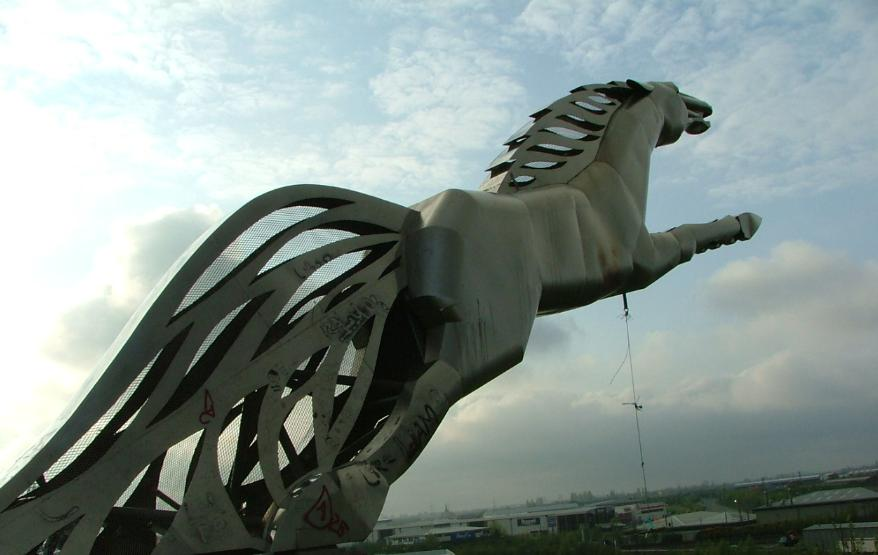
Estátua em metal de Sleipnir coincidentalmente apontando ao Norte, encontrada na cidade de Wednesbury, Inglaterra

Ásbyrgi (literalmente "Forte dos Aesir") no nordeste da Islândia diz-se ter sido criada quando o casco de Sleipnir encostou no chão. Uma estátua feita de aço de Sleipnir é um dos destaques da cidade Wednesbury (que significa Monte de Odin), localizada nas Terras Médias da Inglaterra.

## Formas familiares
O nome de Sleipnir, às vezes, é traduzido como "Sleipner", especialmente em trabalhos populares. Essa forma de escrita é uma das mais utilizadas na Escandinávia.